# Duvelisib
Le duvelisib est un médicament utilisé dans le traitement de certains lymphomes. Il est vendu sous le nom de Copiktra.

## Mode d'action
Il s'agit d'un double inhibiteur de PI3Kδ et de PI3Kγ.

## Usage médical
Le duvelisib est un médicament utilisé pour traiter la leucémie lymphoïde chronique, le lymphome lymphoïde de petite taille  et le lymphome folliculaire. Il est utilisé lorsque d'autres traitements ont échoué. Le médicament est pris par voie orale.

## Effets secondaires
Les effets secondaires de ce médicament  sont une diarrhée, une diminution du nombre de cellules sanguines, des éruptions cutanées, une fatigue, une fièvre, des problèmes hépatiques ou les douleurs musculaires. D'autres effets secondaires graves sont une inflammation des poumons, une stérilité ou des infections. L'utilisation de ce médicament pendant la grossesse peut nuire au fœtus. Il s'agit d'un double inhibiteur de PI3Kδ et de PI3Kγ.

## Histoire
Le  médicament a été approuvé pour un usage médical aux États-Unis en 2018 et en Europe en 2021,. Aux États-Unis, 4 semaines de traitement coûtent environ 17 200 dollars en 2021.